# Čertův kámen (přírodní památka, okres Zlín)
Čertův kámen je přírodní památka u Provodova v okrese Zlín. Chráněné území je v péči Krajského úřadu Zlínského kraje. 

## Předmět ochrany
Přírodní památku Čertův kámen tvoří skalní útvar v lesním porostu na severovýchodním úbočí kopce Rýsov (542,3 m). Důvodem ochrany je výrazná ukázka selektivního zvětrávání pískovcových skal.